# Premio letterario Kresnik
Il Premio Kresnik è un premio letterario che viene assegnato annualmente al miglior romanzo pubblicato in lingua slovena nell’anno precedente. È riconosciuto come il premio letterario più prestigioso della Slovenia.

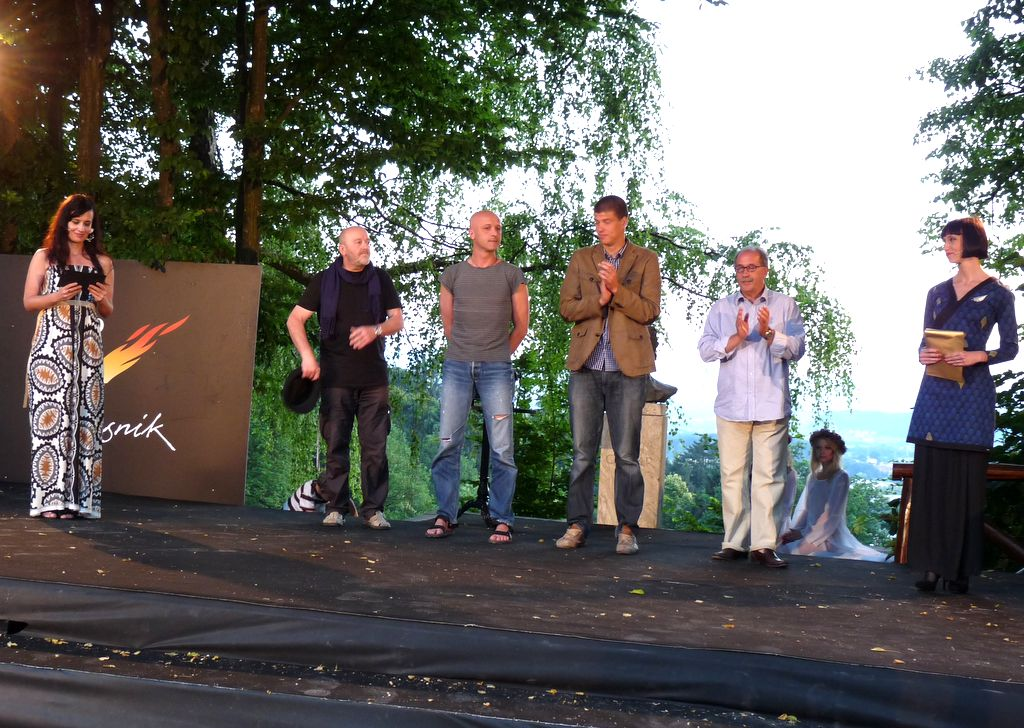
Premiazione dell'edizione 2013

## Origini
Il Premio è stato istituito a Lubiana nel 1991 dal Delo, il maggior quotidiano sloveno. Il nome deriva da una creatura mitologica pagana che si mostrava nei momenti di maggior lucentezza del sole. Appuntamento rituale del premio è l'accensione di un falò da parte dell'autore vincitore.

## Modalità di premiazione
Il regolamento del premio non prevede i criteri con cui venga giudicata la selezione, ma si affida all’autorevolezza e alla competenza professionale della giuria. Inizialmente la commissione giudicatrice era formata da sei o sette componenti, poi da cinque e successivamente da quattro. La cerimonia di premiazione si svolge tradizionalmente a Rožnik presso Lubiana.

## Albo dei vincitori
| Anno | Autore            | Romanzo                     | Editore                         |
| ---- | ----------------- | --------------------------- | ------------------------------- |
| 1991 | Lojze Kovačič     | Kristalni čas               | DZS                             |
| 1992 | Feri Lainšček     | Namesto koga roža cveti     | Prešernova družba               |
| 1993 | Miloš Mikeln      | Veliki voz                  | Mihelač                         |
| 1994 | Andrej Hieng      | Čudežni Feliks              | Mladinska knjiga                |
| 1995 | Tone Perčič       | Izganjalec hudiča           | Cankarjeva založba              |
| 1996 | Berta Bojetu      | Ptičja hiša                 | Wieser                          |
| 1997 | Vlado Žabot       | Volčje noči                 | Pomurska založba                |
| 1998 | Zoran Hočevar     | Šolen z brega               | Založba /*cf                    |
| 1999 | Drago Jančar      | Zvenenje v glavi            | Mladinska knjiga                |
| 2000 | Andrej Skubic     | Grenki med                  | DZS                             |
| 2001 | Drago Jančar      | Katarina, pav in jezuit     | Slovenska matica                |
| 2002 | Katarina Marinčič | Prikrita harmonija          | Mladinska knjiga                |
| 2003 | Rudi Šeligo       | Izgubljeni sveženj          | Nova revija                     |
| 2004 | Lojze Kovačič     | Otroške stvari              | Beletrina                       |
| 2005 | Alojz Rebula      | Nokturno za Primorsko       | Mohorjeva Celje/Trst            |
| 2006 | Milan Dekleva     | Zmagoslavje podgan          | Cankarjeva založba              |
| 2007 | Feri Lainšček     | Muriša                      | Beletrina                       |
| 2008 | Štefan Kardoš     | Rizling polka               | Litera                          |
| 2009 | Goran Vojnović    | Čefurji raus!               | Beletrina                       |
| 2010 | Tadej Golob       | Svinjske nogice             | Litera                          |
| 2011 | Drago Jančar      | To noč sem jo videl         | Modrijan                        |
| 2012 | Andrej Skubic     | Koliko si moja              | Beletrina                       |
| 2013 | Goran Vojnović    | Jugoslavia, terra mia       | Beletrina                       |
| 2014 | Davorin Lenko     | Telesa v temi               | Center za slovensko književnost |
| 2015 | Andrej E. Skubic  | Samo pridi domov            | Modrijan                        |
| 2016 | Miha Mazzini      | Otroštvo                    | Goga                            |
| 2017 | Goran Vojnović    | Figa                        | Beletrina                       |
| 2018 | Drago Jančar      | In ljubezen tudi            | Beletrina                       |
| 2019 | Bronja Žakelj     | Il bianco si lava a novanta | Beletrina                       |
| 2020 | Veronika Simoniti | Ivana pred morjem           | Cankarjeva založba              |
| 2021 | Borut Kraševec    | Agni                        | LUD Šerpa                       |